# Белый сыр
Белый сыр (исп. Queso blanco) — сливочный сыр характерного белого цвета, для изготовления которого в основном используется коровье молоко. По своим характеристикам он одновременно напоминает два других часто употребляемых сырных продукта — моццареллу и домашний сыр.

## Описание
Белый сыр обладает характерным лимонным ароматом благодаря традиционному добавлению в состав сырной массы в процессе приготовления лимонного сока. В современном производстве это действие часто заменяется добавлением сычужного фермента. Сыр не плавится, хотя под воздействием высоких температур он становится мягче. Часто используется в качестве начинки энчилада — одного из традиционных блюд мексиканской кухни.
Сыр Queso blanco упоминается в качестве часто используемой начинки в книгах известных кулинаров.
Этот вид сыра с солоноватым привкусом распространен на всех Канарских островах, считается, что этот вид сыра в этой местности может производится из козьего или коровьего молока, и относится к категории копченных и не копченых сыров.